# Butorphanol
Le butorphanol est un dérivé agoniste-antagoniste opioïde ayant une activité μ-antagoniste, κ-agoniste et σ-agoniste, contrairement à la plupart des opiacés, lui permettant d'être utilisé comme analgésique.

## Mode d'action
L'action κ-agoniste du butorphanol lui confère analgésie et sédation légère (sédanalgésie) tandis que son antagonisme sur les récepteurs opioïdes μ le rend moins émétisant, moins dépresseur cardio-respiratoire et moins hypothermisant que la morphine et ses dérivés μ-agonistes.
En oto-rhino-laryngologie, le butorphanol est utilisé comme anti-tussif central car il inhibe le centre réflexe de la toux localisé dans la moelle allongée (Medulla oblongata).

## Utilisation / Posologie
En médecine humaine, le butorphanol est 7 fois plus analgésique que la morphine et 100 fois plus anti-tussif que la codéine. Son action μ-antagoniste le préserve de toute dépendance aux morphiniques et lui donne une indication supplémentaire en toxicologie, puisqu'il peut être utilisé pour sevrer les morphinomanes.
En médecine vétérinaire, le butorphanol est moins analgésique que la morphine. Il est classé dans les antalgiques de palier IIb, ce qui lui confère une indication contre les douleurs viscérales modérées à sévères et les douleurs somatiques faibles.
Le butorphanol est intéressant dans l'analgésie multimodale en combinaison avec les α2-agonistes, comme la médétomidine, car il permet de diminuer leurs doses : 0,2 mg kg−1 de butorphanol avec 20 µg kg−1 de médétomidine par voie intraveineuse ou intramusculaire.
Outre les voies classiques d'administration (intraveineuse - IV - intramusculaire - IM - sous-cutanée - SC - voie orale - VO), le butorphanol peut être utilisé en perfusion intraveineuse au débit de 0,1 à 0,4 mg kg−1 h−1 chez le chien.
Enfin, le butorphanol est commercialisé en spray nasal (formes non disponibles en France) en oto-rhino-laryngologie.
|       | Posologie         | Voie d'administration | Latence de l'effet | Durée de l'effet  |
| Chien | 0,2 à 0,4 mg·kg-1 | IM, IV                | 10 à 20 min        | 20 min à 3 heures |
| Chien | 0,5 à 2 mg·kg-1   | VO                    | 30 min             | 6 à 8 heures      |
| Chat  | 0,1 à 0,8 mg·kg-1 | IM, IV, SC            | 10 à 20 min        | 2 à 4 heures      |

Source : D'après TRONCY É., LANGEVIN B. Analgésie des Carnivores domestiques, Éd. du Point Vétérinaire, 2001, page 67.

## Pharmacologie
Le butorphanol a un temps de demi-vie plasmatique d'environ 1,5 heure. La durée de son effet analgésique dispose d'une grande variabilité interindividuelle.
Au bout d'1 heure, son pic de concentration sérique est maximal. Lorsque tous les récepteurs opioïdes μ et κ sont saturés, le butorphanol subit un effet plafond, aux doses de 0,5 à 0,6 mg kg−1, doses à partir desquelles l'effet sédanalgésique n'augmente plus.
Le butorphanol passe la barrière placentaire et ses concentrations dans le plasma fœtal sont équivalentes à celles dans le plasma maternel.
Par voie orale, le butorphanol subit un important effet de premier passage hépatique puisque seule 1/6ème de la dose se retrouve dans le plasma. Son catabolisme est essentiellement hépatique, sous forme inactive, par hydroxylation, N-désalkylation et glucuronoconjugaison. Ses anabolites sont principalement excrétés via les urines.

## Effets secondaires / Toxicologie
Le butorphanol a des indices thérapeutiques élevés : 16 (IV), 29 (IM) et 63 (SC). La DL50 chez le chien est de 50 mg kg−1. En cas d'intoxication aiguë, le butorphanol provoque les symptômes d'une dépression du système nerveux central (ataxie, convulsions, léthargie) et du système cardio-respiratoire (bradypnée, bradycardie), ainsi que des symptômes digestifs (constipation, diarrhée, anorexie).
En cas d'intoxication aiguë, il est nécessaire d'administrer de la naloxone à la dose de 40 µg kg−1 par voie intraveineuse, intramusculaire ou sous-cutanée.

## Interactions médicamenteuses
Le butorphanol ne doit pas être administré avec les opioïdes μ-agonistes, comme la morphine, qu'il antagonise. L'érythromycine et la théophylline sont susceptibles de diminuer le métabolisme du butorphanol.

## Législation
Le butorphanol n'est pas (encore) inscrit en liste I des substances vénéneuses. Ce n'est pas un stupéfiant du point de vue de sa catégorie légale.
En France, l'Agence nationale du médicament vétérinaire recommande un usage strictement réservé aux vétérinaires.

## Commercialisation
En médecine vétérinaire, en France :
- Torbugésic
- Dolorex